# 142 (numero)
Centoquarantadue (142) è il numero naturale dopo il 141 e prima del 143.

## Proprietà matematiche
- È un numero pari.
- È un numero composto con i seguenti divisori: 1, 2, 71, 142. Poiché la somma dei suoi divisori (escluso il numero stesso) è 74 < 142, è un numero difettivo.
- È un numero semiprimo.
- È un numero 25-gonale.
- È un numero nontotiente.
- È parte della terna pitagorica (142, 5040, 5042).
- È un numero palindromo nel sistema di numerazione posizionale a base 7 (262).
- È un numero congruente.

## Astronomia
- 142P/Ge-Wang è una cometa periodica del sistema solare.
- 142 Polana è un asteroide della fascia principale del sistema solare.
- NGC 142 è una galassia spirale della costellazione della Balena.

## Astronautica
- Cosmos 142 è un satellite artificiale russo.